# Pismo Rimljanom
Pismo Rimljanom je prvo in najdaljše pismo v Novi zavezi, hkrati pa verjetno tudi najpomembnejše. Stališča glede opravičenja in Postave so močno dodelana, zaradi česar je pismo med drugim tako pomembno. Če velja, da ga je, kakor se sklepa, napisal apostol Pavel, je njegovo najbolj dovršeno teološko delo, ni pa tako razgreto kot pismo Galačanom, ki je izpod rok istega avtorja in obravnava nekatera ista vprašanja.
Razlagali so ga mnogi avtorji v vsej zgodovini krščanstva, zato je imelo na zgodovino Evrope izjemen vpliv. Ključno vlogo je odigralo med verskimi spori v času pelagijanizma v 5. stoletju in reformacije v 16. stoletju, ki je imela za izhodišče prav Luthrovo razlago tega besedila iz leta 1516. Velja za najbolj preučevano apostolsko besedilo, o njem so napisana številna dela in razprave.

## Avtor in enotnost pisma
Avtor pisma je apostol Pavel, pristnosti njegovega avtorstva se resno ne oporeka.
Poleg tega, ali je pismo njegovo, se zastavi tudi vprašanje, ali je bilo v celoti napisano v takšni obliki, kot jo poznamo danes. Vprašanje zadeva predvsem šestnajsto, zadnje poglavje. V zvezi s tem se je oblikovalo več teorij. Prva razlaga je, da je bilo pismo napisano kot celota. Nekaj raziskovalcev predpostavlja, da sta bili napisani dve pismi, ki sta se kasneje združili, nekoliko več pa jih meni, da je bilo šestnajsto poglavje kasneje dodano prvotnemu pismu.
Nekateri v tem poglavju zavračajo samo sklepno hvalnico (Rim 16,25-27) kot nepristno. Redki strokovnjaki poleg šestnajstega poglavja označujejo tudi poglavja 9–11 za nepristna.

## Okoliščine nastanka

### Kraj in čas nastanka
Pismo je bilo verjetno napisano pozimi z leta 57 na 58 v Korintu, oziroma po kasneje postavljeni, predelani, kronologiji iz 55 na 56.
Pavel piše iz Kenhrej, pristanišča mesta Korint. To lahko sklepamo, ker Rimljanom priporoči Fojbo, ki je bila diakonisa v tem mestu (Rim 16,1). Brez dvoma je ona pismo nesla v Rim. Poleg tega piše, da jih pozdravlja Gaj, ki skrbi za Pavla in celotno Cerkev (Rim 16,23). Ta je živel v Korintu (1 Kor 1,14).
Apostol tudi načrtuje, da bo nesel nabirko z darovi za revne v Jeruzalem.
Pavel je na svojem tretjem misijonskem potovanju zimo 57/58 je preživel v Korintu. Od tam se je vrnil prek Makedonije, otokov Male Azije in Cezareje v Jeruzalem, kjer je bil aretiran. Zato se zdi smiselno, da je v Rim pisal, ko je zimo preživel v Korintu, torej istega leta.

### Naslovnik in zgodovinske okoliščine
Kakor piše apostol, so naslovljenci pisma »Božji ljubljenci v Rimu« (Rim 1,1). Pavel v Rimu še ni bil, a je imel tam prijatelje in je nameraval tja potovati.
Besedila iz kasnejših stoletij poročajo, da je cesar Klavdij I. iz Rima izgnal Jude, ker se je med njimi zaradi krščanstva razvnel spor. V času njegovega vladanja, so morali oditi tako spreobrnjeni Judje kot nespreobrnjeni. Nekateri krščanski Judje so se po cesarjevi smrti vrnili v prestolnico, ostali pa so večinoma kristjani iz poganstva, katerim piše tudi Pavel.
V pismu omenja tudi Prisko in Akvila (Rim 16,3) judovska zakonca, ki sta v Korint gotovo prišla ob izgonu iz Rima. Ker se nikjer ne omenja, da ju je Pavel spreobrnil, se sklepa, da sta v Grčijo prišla že kot kristjana. Pri njiju se je ustavil osem let pred nastankom pisma, leta 50, na svojem drugem misijonskem potovanju (Apd 18,1-3). Sedaj v pismu naroča, naj ju pozdravijo (Rim 16,3)
Judovsko krščansko skupnost je torej moral ustanoviti nekdo drug, ne apostol Pavel. V Apostolskih delih (Apd 28,21) je omenjeno, da so v Rimu imeli povezave z Jeruzalemom, po katerih so prihajale teološke informacije v Rim. Imeli so bolj konservativen pogled na judovsko dediščino in Postavo v primerjavi s Pavlovimi spreobrnjenci. Njegov načrt je bil verjetno zaključiti misijon v vzhodnem Sredozemlju, in potovati v Rim, ki bi služil kot oporna točka za misijon na Zahodu. Pavel torej spregovori kristjanom, ki jih ni dobro poznal in je hotel z njimi navezati dobre odnose, zato je pri naukih ponekod previden in do naslovnikov prijazen.

## Literarna analiza
Pismo Rimljanom je glede na slog za Pavla eno najbolj značilnih pisem. Piše močno strukturirano in moralni nauk posreduje tako, da najprej poda načelo in ga za tem utemelji, nasprotno kakor apostol Peter.
Slog je precej umirjen, bolj kakor v pismu Galačanom ali prvem pismu Korinčanom. To si lahko razlagamo tako, da piše nepoznani skupnosti v nasprotju s skupnostmi, ki jih je sam ustanovil. Uporablja liturgične izraze:
- Kristus je opisan kot spokorna žrtev (Rim 3,25)
- pozove jih, naj darujejo »svoja telesa v živo, sveto in Bogu všečno daritev« (Rim 12,1)
- pravi, da sam opravlja »duhovniško službo za Božji evangelij, da bi tako pogani postali Bogu prijetna daritev« (Rim 15,16).

Uporablja jezikovne igre, metafore: divja oljka in pristna oljka (11,16-24), simbole: Izak simbol za krščansko ljudstvo, primerjave: Adam in Novi Adam – Kristus (Rim 5,12-14).

## Struktura

### Zunanja struktura
Po zunanji obliki se pismo deli na štiri dele:
1. Uvod: Rim 1,1-7
2. Zahvaljevanje: Rim 1,8-10
3. Jedro: Rim 1,11–15,13
4. Zaključek: Rim 15,14–16,23 in Hvalnica: Rim 16,25-27

### Notranja struktura
Po vsebini bi lahko pismo Rimljanom razdelili:
Naslov/pozdrav, Zahvaljevanje in Predgovor (izrazi namen, da bo obiskal Rim) Rim 1,1-15
Nauk Rim 1,16–11,36
1. del Rim 1,16–4,25: Božja pravičnost, razodeta skozi evangelij
  1. Rim 1,18–3,20: Božja jeza in grehi poganov in Judov
  2. Rim 3,21–4,25: Opravičenje po veri neodvisno od postave
2. del Rim 5,1–8,39: Božja odrešitev za opravičene po veri
3. del Rim 9,1–11,36: Božje obljube Izraelu

Vzpodbude Rim 12,1–15,13
1. del Rim 12,1–13,14: Avtoritativni nasveti za krščansko življenje
2. del Rim 14,1–15,13: Močni so dolžni ljubiti šibke

Pavlovi načrti za potovanje in blagoslov Rim 15,14-33
 Priporočilo Fojbe in pozdravi ljudem v Rimu Rim 16,1-23
Zaključna hvalnica Rim 16,25-27

## Splošna analiza sporočila

### Naslov, Zahvaljevanje in Predgovor
Naslov, zahvaljevanje in predgovor vsebujejo številne zanimivosti, ki jih povezujejo v en sam del. V Pozdravu Pavel ne uporabi besede »Cerkev« v nasprotju z mnogimi drugimi svojimi pismi. Naziva jih samo »Božji ljubljenci«. Ker jim je hotel v pismu pokazati, da jih spoštuje, tega ni mogel uporabiti, da bi izrazil, da jih ne vidi kot Cerkev. Nasprotno, v 8. vrstici omeni, da je njihova vera znana širom sveta, zato tudi sam pokaže željo, da bi jih obiskal.
Pozdrav je za njegova pisma nenavadno formalen, sledeč rimskemu obrazcu. V njem pokaže, da imajo on in Rimska skupnost isto vero, kar jih spodbuja k sodelovanju.
Predgovor po zahvali služi kot uvod v glavno besedilo (Brown 2008, 560).

### Nauk

#### 1. del: Božja pravičnost, razodeta skozi evangelij
Začne se s kratkim odlomkom, ki napove temo jedra. Moč za odrešenje prejmemo od Boga, po evangeliju. In sicer tako, da pravičnost pred Bogom, ki je eden glavnih starozaveznih pojmov in življenjskih idealov, dosežemo prek vere.
Nadaljuje z mislijo, da morejo Boga spoznati vsi ljudje, pogani kakor judje. Judje ne bodo odrešeni zaradi poznavanja Postave, ampak bodo sojeni po Postavi glede na svoja dela. Pogani pa imajo postavo zapisano v svojih srcih, ki jim govori po vesti in mislih; po tej postavi bodo sojeni. Judje naj se ne ponašajo pred pogani, da so pravičnejši zaradi Postave, ker del, ki jih Postava zapoveduje, ne izpolnjujejo. Pojavi se torej vprašanje, v čem je prednost judov, ki so bili skozi svojo zgodovino izvoljeno ljudstvo? Odgovori, ker so jim bile zaupane Božje besede. Vendar tako med pogani kot med judi »ni pravičnega, niti enega« (Rim 3,10), noben človek se ne more opravičiti s svojimi deli.
Namesto tega smo odkupljeni tako, da verujemo, »saj so vsi grešili in so brez Božje slave, opravičeni pa so zastonj po njegovi milosti, po odkupiti v Jezusu Kristusu«. (3,23-24) Da bi podkrepil svojo misel, se vrne do 1 Mz in navede primer Abrahama. Ta očak je dosegel pravičnost po veri brez obreze. Obreza, ki je prišla kasneje, je postala znamenje zaveze Abrahama z Bogom – odnosa, ki je temeljil na veri. Po judovskem načinu razmišljanja, je bolj temeljen tisti princip, ki je starejši, tako je tudi vera pomembnejša od obreze in obreza ni pogoj za odrešenje.

#### 2. del: Božja odrešitev za opravičene po veri
Naslednja tri poglavja govorijo o sadovih opravičenja. Ker smo spravljeni z Bogom, živimo v miru z njim – in s samim sabo –, živimo v upanju na Božjo slavo – večno življenje – in Božjo ljubezen (Rim 5,1-5). Pavel zatem opiše, kako nas je Kristus odrešil, umrl je za grešnike, čeprav si ne zaslužimo tega: »... morda bi si kdo še upal umreti za dobrega. Bog pa izkazuje svojo ljubezen do nas s tem, da je Kristus umrl za nas, ko smo bili še grešniki«. (Rim 5,7-8) Zatem pove, da se je zgodilo ravno obratno kot pri začetku greha: prvi človek, Adam, je grešil in po njem se je greh razširil na vse, sedaj sta po novem človeku, Kristusu, prišla za vse Božja milost in dar za naše odrešenje (Rim 5,12-21).
Grehu se odpovemo s krstom, pri njem »smo bili torej skupaj z njim Kristusom pokopani v smrt, da bi ... tudi mi stopili na pot novega življenja« (Rim 6,4). Čeprav smo odrešeni ne iz svojih del, temveč iz Božje milosti, pa ne ravnamo grešno. Služimo namreč temu, čemur se pokoravamo, ne živimo za greh, temveč za Boga, zato tudi služimo pravičnosti. V 7. poglavju spregovori o nemoči postave, da bi z izpolnjevanjem zapovedi ravnali pravično, čeprav le-te povedo, česa naj človek ne počne. Ko postava zapove: »Ne poželi«, sproži ravno nasprotno reakcijo v človeku. »... kajti dobro hoteti je sicer v moji moči, dobro delati pa ni« (Rim 7,18).
Kar je bilo nemogoče po Postavi, je uresničil Bog, tako da je poslal svojega Sina. V naših delih se zdaj uresničuje Postava, ki se prej ni mogla uresničiti. Čeprav smo na tem svetu še v stiku z grehom, sega pa Duh, ki je v nas, preko tega sveta:
»Če pa je v vas Kristus, je telo sicer mrtvo zaradi greha, duh pa je življenje zaradi pravičnosti. In če prebiva v vas Duh njega, ki je obudil od mrtvih Jezusa, bo on, ki je obudil Kristusa od mrtvih, po svojem Duhu, ki prebiva v vas, priklical v življenje tudi vaša umrljiva telesa«. (Rim 8,10-11)
Kdor ima v sebi Božjega Duha je podoben njemu, je Božji sin. Kakor je bil Kristus po smrti poveličan, bomo tudi mi. Bog je tiste, ki jih je določil za slavo, v skladu s svojim načrtom že v naprej poklical. Apostol na koncu poglavja trdi, da imamo razlog za neizmerno upanje in veselje. V zanosu pravi:
»Če je Bog za nas, kdo je zoper nas?«(Rim 8,31)
in: »Kdo nas bo ločil od Kristusove ljubezni? Mar stiska ali nadloga, preganjanje ali lakota, nagota ali nevarnost ali meč? Toda v vseh teh preizkušnjah zmagujemo po njem, ki nas je vzljubil«. (Rim 8,35-37)

#### 3. del: Božje obljube Izraelu
Ker so njegovi poslušalci naklonjeni judovstvu, spregovori še o položaju, ki ga ima Izrael. Pogani so namreč z novo zavezo prejeli veliko dobrega, izvoljeno ljudstvo pa se, kot se zdi, ni spreobrnilo. Vendar Abrahamovo potomstvo, kakor piše, – ki je deležno obljube blagoslova – niso le njegovi telesni potomci (tj. ljudstvo Izraelcev), ampak potomci po Božji obljubi, tj. kristjani, kakor se je Abrahamovi ženi po obljubi rodil sin Izak, čeprav je bil on nerodoviten (Rim 9,8).
To trditev avtor utemelji tako, da se Bog usmili in podeli milost tistemu, kateremu sam hoče (Rim 9,18). V tem je njegovo usmiljenje in svobodna ljubezen, ki sta nam nerazumljiva. To tudi ne pomeni, da Bog ni zvest svojim obljubam ljudstvu Izraelcev. Morda jih želi rešti tako, da jim zbudi ljubosumnost zaradi poganov, ki se spreobračajo. V prispodobi o oljki apostol zatem spregovori neizraelcem, naj se zaradi svojega položaja ne povišujejo, ampak kakor so veje divje oljke vcepljene na drevo pristne oljke in prejemajo njegov sok, tako tudi pogani niso zaslužni za svojo vero, ki so jo prejeli. Na koncu mu vse te misli izvabijo hvalnico (Rim 11,33-36) Božji modrosti, ki je ljudem nedoumljiva.

### Vzpodbude

#### 1. del: Avtoritativni nasveti za krščansko življenje
Čeprav apostol Rimljanov večinoma ni poznal, jim poleg nauka spregovori tudi o praktičnem življenju, kar je velik podvig z njegove strani. Spodbudi jih, naj živijo kot odgovor na Božjo milost. V skupnosti naj živijo v ponižnosti in vsak naj z darovi, ki so mu dani kakor v dobro skupnosti. Pri tem uporabi prispodobo telesa, kakor v pismu Korintčanom. Nadalje jih spodbuja k dobremu in k vztrajnosti:
»Ljubezen naj bo brez hinavščine. Odklanjajte zlo, oklepajte pa se dobrega. Drug drugega ljubíte z bratovsko ljubeznijo. Tekmujte v medsebojnem spoštovanju. Ne popuščajte v vnemi, temveč bodite goreči v duhu, služíte Gospodu«. (Rim 12,9-11)
Spodbuja jih, naj ljubijo vse ljudi, tudi sovražnike. Blagoslavljajo naj jih in se ne maščujejo.
Podrejajo naj se oblastem: »Ni je namreč oblasti, ki ne bi bila od Boga. In te, ki so, so postavljene od Boga. Kdor se torej upira oblasti, se upira Božjemu redu«. (Rim 13,1-2) Povzetek vseh zapovedi je v ljubezni. Kdor ljubi bližnjega, ne prizadeva hudega. Živimo skladno s časom, ki je zdaj: odrešeni smo, zato živimo za Boga in pričakujemo končno rešitev, zato se oklenimo Gospoda, ne svojih mesenih želja.

#### 2. del: Močni so dolžni ljubiti šibke
Izmed moralnih spodbud nakloni največ pozornosti ljubezni do slabotnih. Najprej govori o »slabotnih v veri«: nekateri ne jedo določenih jedi, ker so prepričani, da to ni dovoljeno. Apostol pa trdi, da je vse, kar je Bog ustvaril dobro, v kolikor se jé z dobrim namenom. Poleg tega je treba paziti, da se s tem drugih ne pohujša tj. zapelje v greh (Rim 14).
Poleg tega naj vsak pomaga drugim v njegovih stiskah po svojih močeh, kakor je tudi Kristus nosil naše slabosti. Želi jim, da bi bili polni veselja, miru in upanja (Rim 15,1-13).

### Pavlovi načrti za potovanje in blagoslov
Vsebino pisma Pavel zaključi z dvema razdelkoma. V prvem sklene glavni del in v drugem (Rim 16,1-27) zaključi pismo.
Pojasni, zakaj jim je tako pisal in razloži, da je dolgo oznanjal evangelij med pogani, sedaj pa ga želi ponesti tudi tja, kjer še ni bilo apostolov. Večkrat je že hotel obiskati Rim. Načrt ima iti, ko zaključi nabirko za kristjane v Sveti deželi, ki so v pomanjkanju, in obišče Rim, oznanjat evangelij vse do Španije. Na koncu jih prosi za molitev.

### Priporočilo Fojbe in pozdravi ljudem v Rimu
Drugi zaključni del vsebuje pozdrave prijateljem iz Rima, opozorilo in pozdrave, ki jih Korintčani pošiljajo Rimljanom, konča pa se s hvalnico. Posebno jim priporoči diakoniso Fojbo, ki je po vsej verjetnosti nesla pismo v Rim. Prosi jih, naj jo sprejmejo, ker je bila njemu v veliko pomoč. Zatem pozdravlja 26 izmed kristjanov v Rimu. Nekateri izmed njih so omenjeni v drugih Pavlovih pismih in Apostolskih delih.
Če bi se zgodilo, da bi nastal spor v skupnosti zaradi nezaupanja Pavlu, naj bi oni skupaj s Fojbo posredovali pri spravi. Zatem svari pred judaističnimi pridigarji, ki navajajo k zmotnim naukom. Poleg svojih pozdravov posreduje tudi pozdrave drugih kristjanov iz Korinta in pozdrav učenca, ki je po nareku zapisoval pismo.

### Zaključna hvalnica
Hvalnica v mnogih rokopisih manjka ali je postavljena za 15. poglavjem v pismu. Možnost je, da jo je dodal eden izmed prvih prepisovalcev pisma ali urednik za javno branje v cerkvi.

## Teološki poudarki

### Opravičenje/pravičnost
Opravičenje oz. pravičnost je eden izmed ključnih pojmov Pavlove teologije. V Rim se pojavi več desetkrat. V grškem izvirniku za to besedo stoji večinoma izraz δικαιοσύνη (transliterirano dikaiosýnē). Pojem je zelo pomemben, ker govori bodisi o opravičenju od grehov bodisi o obsodbi ljudi, zato je bil deležen velikih razprav.

#### Božja pravičnost
Pavel pojem omeni že na začetku pisma, v prvem poglavju, ko napove predmet, ki ga bo pismo obravnavalo. Omeni pravičnost Boga (dikaiosýnē theú). V grščini je to lahko razumljeno kot pravičnost Boga (rodilnik) ali kot svojino – Božja pravičnost.
»Ne sramujem se evangelija, saj je vendar Božja moč v rešitev vsakomur, ki veruje, najprej Judu in potem Grku. V njem se namreč razodeva Božja pravičnost, iz vere v vero, kakor je zapisano: Pravični bo živel iz vere«.(Rim 1,16-17)
Vprašanje nastopi, kaj pravičnost pomeni. V zvezi s tem so se oblikovale tri razlage:
1. V preteklosti so si zvezo razlagali kot Božjo pravičnost, kjer je pravičnost lastnost Boga, božanska krepost. Torej pomen zelo podoben izrazu »poštenost ali pravičnost Boga«, s katerim bi ga lahko zamenjali. Vendar pa je uporabljen v kontekstu dejavnosti, ne opisa, zato sta v današnjem času bolj obveljali drugi dve razlagi.
2. Božja pravičnost lahko razumemo tudi kot dejavno Božjo lastnost, kakor Božja jeza ali Božja moč. V tem smislu označuje opravičujočo dejavnost Boga. To se sklada z Rim 3,25-26, ki govori, da je Bog v svoji potrpežljivosti »hotel pokazati svojo pravičnost v sedanjem času, da je namreč sam pravičen in da opravičuje tistega, ki veruje v Jezusa«.
3. To besedno zvezo moremo razlagati tudi kot rodilnik izvora: stanje poštenosti ljudi, ki izhaja iz Boga – opravičenje. Podobno je mišljeno v Flp 3,9: »ne s svojo pravičnostjo, ki izvira iz postave, ampak s pravičnostjo, ki je po veri v Kristusa, se pravi s pravičnostjo, ki je iz Boga in sloni na veri«.

Ne vemo, kako široko polje je imel v mislih Pavel, ko je pisal o pravičnosti. Vendar vseeno lahko sklepamo, da obe razlagi, druga in tretja, govorita, da smo bili ljudje privedeni pred Boga, ki je deloval po svojem usmiljenju. Bog, čigar moč se razodene, prevlada nad vsem slabim in rešuje celoten svet.

#### Razvoj pojma iz Stare zaveze
Pavel naredi ključen prehod od starozaveznega k novozaveznemu pojmovanju Božje pravičnosti. V Stari zavezi je razodetje Božje pravičnosti omejeno zgolj na izvoljeno ljudstvo – Izrael, kateremu se razodeva.
Drugi velik premik je, da je namesto pravičnosti, ki bi si jo ljudje sami zaslužili s svojimi deli, ljudem darovana Božja pravičnost. V Stari zavezi je namreč pojem pravičnosti uporabljen v smislu izpolnjevanja predpisov iz Mojzesove postave. Pravičen človek je bil tisti, ki se je držal zapovedi. Pismo Rimljanom jasno pove, da »ni pravičnega, niti enega« (Rim 3,10). Človek si sam tudi ne more zaslužiti popolne sprave, zato potrebuje Božjo pravičnost, namesto človeka je zaslužil spravo Gospod Jezus Kristus: »On je bil izročen v smrt zaradi naših prestopkov in bil obujen zaradi našega opravičenja«.(Rim 4,25) To imenujemo tudi opravičenje.
Ta pravičnost je po svetem Pavlu zamenjala nedoseženo pravičnost iz postave. Jasno poudari, da opravičenja ni zaslužil človek, ampak je to milost – zastonjski Božji dar, ki se daruje po veri.
V Katoliški cerkvi se pri razpravah razlikuje med opravičenjem, ki pomeni odpuščanje grehov in odrešenjem, ki pomeni doseganje večne sreče, ki bo v polnosti nastopilo po smrti.
Tema opravičenja se pojavi tudi v mnogih drugih Pavlovih pismih.

### Izvirni greh
V odlomku Rim 5, 12-21 Pavel govori o grehu, ki je prišel na svet, in o opravičenju.
»Kakor je torej po enem grehu prišel na svet greh in po grehu smrt in je tako smrt prišla na vse ljudi, ker so vsi grešili ...«(Rim 5,12)
Apostol zagovarja stališče, da je greh prišel na svet po enem človeku. Skupaj z grehom pa tudi smrt, ki se je razširila na vse ljudi. Čeprav ni uporabil pojma izvirni greh, niti ne opisuje brezgrešnega stanja pred prvim grehom, je tri stoletja za njim s pomočjo njegovih besed sveti Avguštin razvil nauk o izvirnem grehu (peccatum originale). Ta razlaga, da je z grehom prvega človeka, Adama, človek padel iz prvotnega stanja povezanosti z Bogom. S svojim rojstvom pa so nove generacije ljudi podedovale greh od starejših. Greh sveti Avguštin razloži tudi kot umanjkanje zla.
Pri razlaganju pričujočega odlomka je potrebno nazadnje razumeti, da je nauk o grehu le uporabljen, da se razloži vzporednico Adama s Kristusom, po katerem je na vse ljudi prišla milost.

## Seznam virov
- Brown, Raymond E. Uvod v Novo zavezo. Prev. Marko Urbanija, Igor Brbre, Bogomir Trošt. Celje: Celjska Mohorjeva družba, 2008. Izvirnik, An Introduction to the New Testament. The Associated Sulpicians of the U.S, 1997. Citirano po prevodu.
- Sveto pismo. Nova zaveza in psalmi: jeruzalemska izdaja. 2010. Ljubljana: Družina: Teološka Fakulteta
- Sveto pismo Stare in Nove zaveze: slovenski standardni prevod iz izvirnih jezikov: študijska izdaja. 2020. Ljubljana: Svetopisemska družba Slovenije.